# Rusko prvenstvo u hokeju na ledu
Ruska Superliga (rus. Чемпионат России Суперлига) je bilo prvenstvo Rusije u hokeju na ledu, koje se održavalo od sezone 1991./92. do sezone 2007./08. Početnih godina, nakon raspada SSSR-a, bilo je dijelom natjecanja ZND-a. 
Od 1996./97. sustav natjecanja je bio takav da su se dodjeljivala dva naslova, jedan za pobjednika ligaške sezone (ta momčad je proglašena prvakom), a drugi za pobjednika doigravanja. Od sezone 1998/99. ligaško natjecanje činilo je prvi dio, a doigravanje drugi dio sezone. Pobjednik doigravanja postao bi ruski prvak.
Na svršetku sezone 2007./08. liga je raspuštena, a ruski klubovi se od sezone 2008./09. natječu u novoj Kontinentalnoj ligi hokeja na ledu (Континентальная Хоккейная Лига).

## Prvaci
- 1996./97. Torpedo (Jaroslavlj) ("Ruska Superliga")
- 1997./98. Ak Bars (Kazan) (ruski kup – Metallurg Magnitogorsk)
- 1998./99. Metallurg (Magnitogorsk)
- 1999./00. Dinamo (Moskva)
- 2000./01. Metallurg (Magnitogorsk)
- 2001./02. Lokomotiv (Jaroslavlj)
- 2002./03. Lokomotiv (Jaroslavlj)
- 2003./04. Avangard (Omsk)
- 2004./05. Dinamo (Moskva)
- 2005./06. Ak Bars (Kazan)
- 2006./07. Metallurg (Magnitogorsk)
- 2007./08. Salavat Julajev (Ufa)